# Leuconitocris major
Leuconitocris importante é uma espécie de escaravelho da família Cerambycidae.  Foi descrito por Stephan von Breuning em 1956.

## Subespecie
- Dirphya Importante importante (Breuning, 1956)
- Dirphya importante rhodesiana Breuning, 1972
- Dirphya importante nigrotibialis (Lepesme & Breuning, 1953)